# Mago di Oz
Il mago di Oz, conosciuto durante il suo regno come il “Meraviglioso Mago di Oz”, è il soprannome di Oscar Zoroaster Phadrig Isaac Norman Henkle Emmanuel Ambroise Diggs, personaggio immaginario che appare nel romanzo per ragazzi Il meraviglioso mago di Oz, scritto da L. Frank Baum. Il personaggio è stato reso ulteriormente popolare dal film del 1939, in cui, però, il suo nome non viene mai rivelato.

## Nel libro
Il Mago di Oz è un personaggio del libro. Egli è un uomo proveniente da Omaha, nel Nebraska, dove lavorava come prestigiatore e ventriloquo in un circo, occupandosi anche di pubblicizzare gli spettacoli con una mongolfiera. Un giorno, accidentalmente, perse il controllo del veicolo e venne trasportato dal vento nel mondo di Oz, dove gli vennero attribuiti poteri magici. Egli non fece nulla per sfatare il mito, diventando così il Meraviglioso Mago di Oz. Temuto da tutti, viene affrontato dalla malvagia Strega dell'Ovest, che riesce a farlo scappare dal Paese dell'Ovest usando le sue scimmie volanti. Il Mago dà allora l'ordine di costruire la Città di Smeraldo e ordina ai suoi abitanti di indossare sempre degli occhiali a lenti verdi (parte della città infatti è in realtà fatta di cristallo o bianca). Poi si isola nella sala del trono, senza mai farsi vedere da nessuno e comunicando nascosto dietro una tenda o celato da sofisticati costumi.
L'ordine delle cose verrà turbato quando alla Città di Smeraldo arriveranno Dorothy Gale, il suo cagnolino Toto, lo spaventapasseri, l'uomo di latta e il leone codardo, dopo un faticoso e pericoloso viaggio lungo la Strada di Mattoni Gialli (un sentiero dorato che percorre tutto il Paese dell'Est fino alla Città di Smeraldo). Dorothy è una bambina proveniente da una grigia prateria del Kansas ed è famosa in tutto Oz per aver ucciso la malvagia Strega dell'Est. I quattro chiedono udienza al Mago nella speranza che questi esaudisca i loro desideri: Dorothy vorrebbe tornare disperatamente nel Kansas, lo Spaventapasseri avere un cervello, l'Uomo di Latta un cuore e il Leone del coraggio. Il Mago concederà di essere visitato: a Dorothy si presenta come un'enorme testa (in realtà un'enorme maschera comandata da meccanismi), allo Spaventapasseri come una dama, all'Uomo di Latta come un terrificante mostro e al Leone come un'enorme fiamma (in realtà solo una sfera di cuoio bagnata di olio attaccata al soffitto con un filo metallico), promettendo di esaudire le loro richieste, a patto però che uno di loro elimini la malvagia Strega dell'Ovest.
Il gruppo sopravvive agli attacchi della strega e Dorothy riesce infine ad ucciderla. I quattro tornano così trionfanti alla sala del trono, dove il Mago si nasconde affermando di essere diventato invisibile e chiede di rimandare di qualche giorno l'esaudimento dei desideri. Questo comportamento non piace a Dorothy e ai suoi amici, stremati dalle avventure affrontate. Il leone, furioso, ruggisce forte facendo guizzare Toto verso la tenda dietro cui si nascondeva il Mago, rivelandone l'identità. Nonostante sia un semplice essere umano, l'uomo riuscirà comunque ad accontentare il gruppo: allo Spavetapasseri riempie la parte superiore della testa di crusca e spilli, all'uomo di latta inserisce nel petto un cuore di seta rossa riempito di segatura e al leone fa bere un liquido (in realtà semplice acqua) spacciandolo per coraggio. in realtà questi sono solo artifici: le virtù che essi cercano le hanno sempre avute e sviluppate durante il viaggio, il mago riesce solo a fare credere ognuno dei tre in se stesso e nelle proprie qualità
Il Mago pianifica, infine, di far costruire una nuova mongolfiera per volare via da Oz con Dorothy, lasciando il comando della città allo Spaventapasseri. L'uomo annuncia pubblicamente che si sarebbe assentato per visitare il fratello "Mago delle Nuvole" che vive nel cielo. Per colpa di Toto però, la mongolfiera parte con il solo Mago a bordo. Mentre quest'ultimo riuscirà a tornare negli Stati Uniti, Dorothy rimarrà ad Oz.

## InWicked
Nel musical del 2003 Wicked il mago è stato interpretato originariamente dal Premio Oscar Joel Grey. Nel musical, che narra la storia dal punto di vista di Elphaba, la malvagia Strega dell'Ovest, è il mago il cattivo principale. Il mago appare come un individuo bieco, con mire espansionistiche, che crea leggi razziali per imprigionare gli Animali. Nel finale, prima che parta con la mongolfiera, scopre di essere lui stesso il padre di Elphaba.
A lui sono affidante le canzoni "A Sentimental Man" e "Wonderful".

## Nel filmIl grande e potente Oz

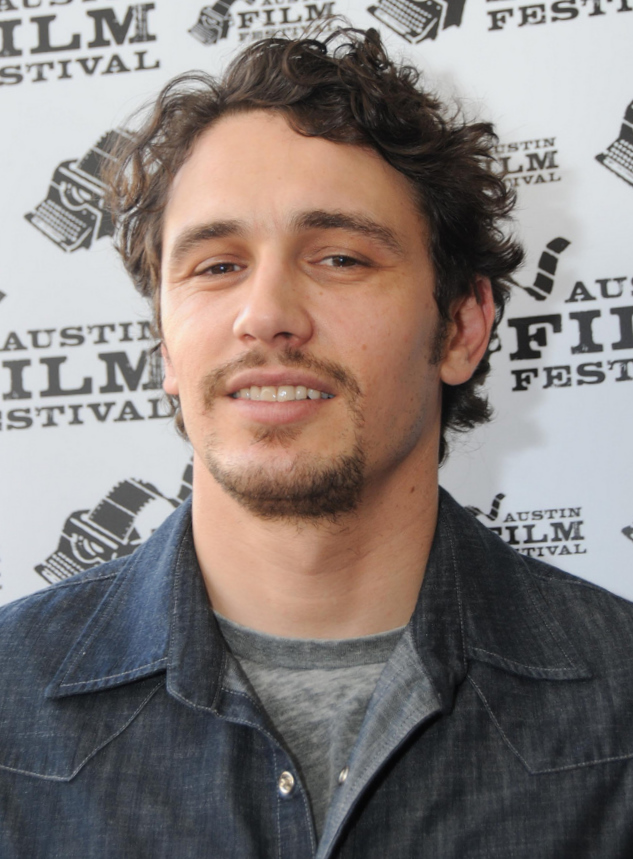
James Franco, interprete del mago ne Il grande e potente Oz

Nel film Il grande e potente Oz del 2013, diretto dal regista Sam Raimi, è il protagonista della storia, in cui si raccontano le origini dell'arrivo del mago nel magico regno di Oz. Nel film, in cui è interpretato dall'attore statunitense James Franco, il suo nome è Oscar Diggs ed è un finto mago, un fenomeno da baraccone egoista e prepotente, nonché un grande donnaiolo. L'unica donna di cui gli importi è Annie, che però spinge tra le braccia di un altro volendo solo il meglio per lei.
Oscar, detto da tutti Oz, parte precipitosamente a bordo di una mongolfiera per sfuggire alle ire del fidanzato di una donna da lui sedotta, ma finisce nell'occhio del ciclone e finisce catapultato nel regno di Oz. Lì incontra Theodora, la "strega buona", con cui instaura una relazione. I due arrivano alla Città di Smeraldo, dove Theodora gli presenta sua sorella, Evanora, che lo invia a uccidere la "strega cattiva" per poter diventare re. Aiutato da una fanciulla di porcellana, alla quale ha riattaccato le gambine spezzate, e dalla scimmia Finley, Oz scopre che la presunta "strega cattiva" è in realtà una strega buona, Glinda, la quale gli rivela che la vera strega malvagia è Evanora.
Quest'ultima infatti spezza il cuore a Theodora dicendole che Oz si è fidanzato con Glinda, e alla richiesta di Theodora di togliere dal cuore il dolore e l'amore per Oz, Evanora la trasforma nella malvagia Strega dell'Ovest, brutta, con la pelle verde e senza cuore. Theodora ed Evanora attaccano Glinda e Oz, ma vengono sconfitte. Mentre Glinda sconfigge Evanora togliendole tutti i poteri, Oz mette in fuga Theodora, pregandola però di ritrovare il buono che era in lei, ma invano, in quanto Theodora non può più tornare come era prima, cioè buona, dolce e bella. Qui sembra che Oz sia ancora leggermente innamorato di lei, in quanto è dispiaciuto da ciò. Alla fine, Oz diventa re incoronando Glinda come sua regina, baciandola e dando inizio ad una relazione sentimentale.

## InEmerald City
Nella serie Emerald City, il mago è interpretato da Vincent D'Onofrio. Informato dell'arrivo di Dorothy, ordina alle guardie di rintracciarla per l'uccisione della strega dell'est.

## Interpreti del ruolo
- The Fairylogue and Radio-Plays (1908): Sam 'Smiling' Jones
- Il mago di Oz (1910): Hobart Bosworth
- The Patchwork Girl of Oz (1914): Todd Wright
- Il mago di Oz (1914): J. Charles Haydon
- Il mago di Oz (1925): Charles Murray
- Il mago di Oz (film 1939) (1939): Frank Morgan
- The Wiz (1978): Richard Pryor
- Il grande e potente Oz (2013): James Franco
- Wicked: nel ruolo del Mago si sono susseguiti numerosi artisti, sia a Broadway che a Londra, tra i quali: Joel Grey, George Hearn, Mark Jacoby, Rob Guest, Ben Vereen, David Garrison, Lenny Wolpe, Nigel Planer, Clive Carter, Sam Kelly e Desmond Barrit
- Andrew Lloyd Webber's Wizard of Oz: Michael Crawford, Russell Grant.